# サビーネ・アウェジェーヌ
サビーネ・アウェジェーヌ（Sabine Haewegene, 1995年5月9日 - ）は、フランスの女子バレーボール選手。フランス代表。

## 来歴

### クラブチーム
ニューカレドニア出身。2016年、CSM Clamartに入団し3年間プレーした。2019年5月、Évreux Volley-Ballへ移籍し、3年間プレーした。2022年7月、Volley-Ball Club Chamalièresへの移籍が発表され、2023/24シーズンのフランスカップではベストスパイカー部門でトップの活躍をみせ、3位となった。

### 代表チーム
2022年、シニア代表に初選出された。同年のヨーロッパゴールデンリーグでは金メダルを獲得した。2023年、チャレンジャーカップで優勝を果たした。2025年、ネーションズリーグに出場した。

## 球歴
- ネーションズリーグ - 2024年、2025年
- チャレンジャーカップ - 2022年、2023年

## 所属クラブ
- CSM Clamart（2016-2019年）
- Évreux Volley-Ball（2019-2022年）
- Volley-Ball Club Chamalières（2022年-）